# Abu Dali, Homs
Abu Dali (tiếng Ả Rập: أبو دالي, cũng đánh vần Abudali) là một ngôi làng ở tỉnh Homs ở miền trung Syria, nằm ở phía đông của Homs trên rìa phía tây của sa mạc Syria. Theo Cục Thống kê Trung ương (CBS), Abu Dali có dân số 1.300 người vào năm 2004.